# Yunquera de Henares
Yunquera de Henares é um município da Espanha na província de Guadalajara, comunidade autónoma de Castilla-La Mancha, de área 31,13 km² com população de 2746 habitantes (2006) e densidade populacional de 73,69 hab/km².

## Demografia
| Variação demográfica do município entre 1991 e 2004 | Variação demográfica do município entre 1991 e 2004 | Variação demográfica do município entre 1991 e 2004 | Variação demográfica do município entre 1991 e 2004 |
| --------------------------------------------------- | --------------------------------------------------- | --------------------------------------------------- | --------------------------------------------------- |
| 1991                                                | 1996                                                | 2001                                                | 2004                                                |
| 1923                                                | 2041                                                | 2069                                                | 2294                                                |